# Bernardo de Iturriaza
Bernardo de Iturriaza (Ezcaray, La Rioja, Espanha, 1608 - Lima, Peru, 1678) foi um juiz e um oficial espanhol. Na sua função de presidente da Audiência de Lima, por duas vezes, serviu como governador (vice-rei interino) do Peru (1666-67 e 1672-74).

## Biografia
Estudou Direito na Universidade de Alcalá, especializando-se tanto no campo civil como no canônico. Depois continuou a ensinar na universidade. Depois de alguns anos, foi nomeado para a presidência do digesto y decretales (Digesto e Decretale).
Mais tarde, trabalhou na Audiência de Lima. Em 1647, foi nomeado alcaide de direito penal, e em 1652 se tornou um oidor (juiz da Audiência). Subiu para a posição de decano (presidente), da Audiência.
No período entre a morte do vice-rei Diego de Benavides y de la Cueva em 1666 e a chegada de seu substituto, Pedro Antonio Fernández de Castro, no ano seguinte, Iturriaza serviu como governador (vice-rei interino) do Peru. Esse período foi de março de 1666 até novembro de 1667. Desempenhou o cargo novamente de dezembro de 1672 até agosto de 1674, tempo entre a morte de Fernández de Castro e a chegada de Baltasar de la Cueva Enríquez.
Bernardo de Iturriaza morreu em 1678 na cidade de Lima.